# Leichtathletik-Weltmeisterschaften 2013/Teilnehmer (Vereinigte Arabische Emirate)
| Gelbes Symbol für Goldmedaillen mit stilisierten Olympischen Ringen | Graues Symbol für Silbermedaillen mit stilisierten Olympischen Ringen | Braundes Symbol für Bronzemedaillen mit stilisierten Olympischen Ringen |
| ------------------------------------------------------------------- | --------------------------------------------------------------------- | ----------------------------------------------------------------------- |
| —                                                                   | —                                                                     | —                                                                       |

Der Leichtathletik-Verband der Vereinigten Arabischen Emirate stellte einen Teilnehmer bei den Leichtathletik-Weltmeisterschaften 2013 in der russischen Hauptstadt Moskau.

## Ergebnisse

### Männer

#### Laufdisziplinen
| Athlet           | Disziplin | Vorlauf      | Vorlauf | Halbfinale         | Halbfinale         | Finale             | Finale             |
| Athlet           | Disziplin | Zeit         | Platz   | Zeit               | Platz              | Zeit               | Platz              |
| ---------------- | --------- | ------------ | ------- | ------------------ | ------------------ | ------------------ | ------------------ |
| Betlhem Desalegn | 1500 m    | 4:12,97 min  | 32      | nicht qualifiziert | nicht qualifiziert | nicht qualifiziert | nicht qualifiziert |
| Betlhem Desalegn | 5000 m    | 16:13,27 min | 18      | nicht qualifiziert | nicht qualifiziert | nicht qualifiziert | nicht qualifiziert |